# Jean-Baptiste Monnier
Pour les articles homonymes, voir Monnier.
Jean-Baptiste Monnier, né le 11 juillet 1795 à Langogne (Lozère) et mort le 26 juillet 1854 dans le 3e arrondissement de Lyon, est un homme politique français.

## Biographie
Propriétaire au Puy-en-Velay, Monnier est élu représentant à l'Assemblée nationale législative de 1849 par le département de la Haute-Loire. Il protesta contre le coup d'État du 2 décembre 1851.
Il exerce en dernier lieu la profession d'avoué au Puy-en-Velay.

## Sources
- « Jean-Baptiste Monnier », dans Adolphe Robert et Gaston Cougny, Dictionnaire des parlementaires français, Edgar Bourloton, 1889-1891 [détail de l’édition]